# Dulce Veneno
Dulce Veneno is een Ecuadoraanse muziekgroep uit Quito opgericht in 2002. De vrouwengroep brengt tecnocumbia, cumbia, salsa, merengue en ballads.
Een bekend nummer van Dulce Veneno is "Por ti llorando". Dit nummer is een covernummer van het originele "Por ti llorando", gecomponeerd door Naldo Campos.
De naam van de groep vertaald zoet vergif, zou komen van Romeo en Julia die liever gif dronken dan zonder elkaar te leven.

## Geschiedenis
De vrouwengroep werd in 2002 opgericht in Quito.
De groep heeft tussen 2002 en 2003 opgetreden in een groot deel van Ecuador, en werd daarom door de critici genomineerd als opkomende groep van het jaar 2003. De groep heeft meermaals opgetreden tijdens het carnaval van Quito.
In 2019 was Dulce Veneno te gast op het carnaval van kanton Girón, provincie Azuay.

## Discografie
Alle nummers zijn uitgebracht door Riera Records.

### Albums
- 2 april 2004: Que de matar (cd, 13 nummers) met nummers Coraz gitano, Se que lloraras en Te voy a esperar.[3]
- 4 april 2013: No Que No (album, 10 nummers)
- 25 januari 2023: Amor de tres (album, 16 nummers)

### Songs
- Mil horas
- Por ti llorando (cover)
- Mentiroso
- Nadie como tu / mi negra / el porteño
- Una lagrima
- No te olvides de mi

## Leden
De oorspronkelijke leden van Dulce Veneno bestonden (in wisselende samenstelling) uit:
- Sonia Marisol Vallejos: zangeres van de groep Las 3 Marías.
- Jennifer Gordillo: artiest.
- Katherine Apolo: tropische zangeres gevestigd in Spanje.
- Adry M. Astudillo: zangeres.
- Lisbeth "Liz" Rivadeneira: oprichtster en zangeres van Las 3 Marías, radiopresentatrice bij Radio Canela en verslaggeefster bij Canela TV.
- Patricia Coba (rond 2007)
- Adriana Martínez (rond 2007)
- Evelyn Loaiza: zangeres (rond 2009).
- Cirley Yépez (rond 2009): danseres.
- Tatiana Villacís (rond 2007/2009): danseres.
- Katty Egas Gordillo: artiest, ex-lid van Tierra Canela[6][7]
- Alejandra Cherres: muzikant bij Nota A.
- Tannya Hidalgo: ex-lid van Tierra Canela, enkel zangeres (niet als danseres)[8]
- Rosa Sandoya (2016): danseres.

De groep heeft in de loop der jaren verschillende veranderingen ondergaan en bestaat uit:
- Gabriela Gamboa Ayala (sinds 2002): mede-eigenaar, danseres, choreograaf en vocaliste.[9]
- Johana Pinargote (sinds 2016): verpleegkundige, student industriële psychologie, model en zangeres.
- Dayana Brucil (sinds 2016): handelsingenieur en danseres.
- Alisson Gamboa (sinds 2022): zangeres
- Alexandra Díaz (sinds 2020): professioneel zangeres, ex-lid van Doble Sentido[10]

De manager is Diva Gamboa, die verantwoordelijk is voor de organisatorische en administratieve taken.